# یعرب بن قحطان

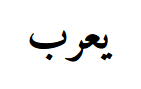
اسم یعرُب

یعرُب بن قحطان شخصیتی در اساطیر عرب است که فرمانروای یمن بوده و نسل اعراب قحطانی (یا اعراب اصیل) جملگی به او می‌رسد. برخی حتی اعتقاد دارند که او پدیدآورندهٔ زبان عربی بوده و از همین رو به یعرب (یعنی عربی‌گو) ملقب شده و برخی دیگر او را اولین کسی می‌دانند که به عربی نوشتن آغاز کرد و نوحهٔ آدم بر غم فرزندش هابیل را به زبان عربی و به شعر درآورد.
یعرب به قولی نوهٔ هود پیامبر و به قولی دیگر از نوادگان سام بن نوح بود.